# Saona (wyspa)
Saona (hiszp. Isla Saona) – wyspa tropikalna, położona na Morzu Karaibskim w archipelagu Wielkich Antyli. Z powierzchnią 117 km² jest, po Haiti, drugą co do wielkości wyspą wchodzącą w skład Republiki Dominikany.